# Целє (місто)
Це́лє, Целе (словен. Celje; нім. Cilli) — місто в Словенії. Адміністративний центр однойменної общини. Третій за величиною населений пункт країни, один із центрів історичної області Нижня Штирія. 

## Топонім
У римський період Целе було відоме як Целея (лат. Celeia). У місцевому розмовному словенському діалекті громадяни міста називають його Cjele або Cele.

## Географія
Целє розташоване на злитті річок Савиня, Ложниця та Воґляйна, біля підніжжя пагорбу, на якому знаходиться стародавній Целеський замок. 
Регіон Целє часто струшують незначні землетруси.

## Клімат
| Кліматограма Целє | Кліматограма Целє | Кліматограма Целє | Кліматограма Целє | Кліматограма Целє | Кліматограма Целє | Кліматограма Целє | Кліматограма Целє | Кліматограма Целє | Кліматограма Целє | Кліматограма Целє | Кліматограма Целє |
| --- | ----------------- | ----------------- | ----------------- | ----------------- | ----------------- | ----------------- | ----------------- | ----------------- | ----------------- | ----------------- | ----------------- |
| С | Л                 | Б                 | К                 | Т                 | Ч                 | Л                 | С                 | В                 | Ж                 | Л                 | Г                 |
| 46 4 −4 | 58 6 −3           | 67 11 1           | 84 15 5           | 101 20 9          | 110 24 14         | 107 25 15         | 102 25 15         | 107 20 11         | 91 15 7           | 93 10 3           | 69 5 −2           |
| Середня макс. і мін. температури повітря (°C) Атмосферні опади (мм), за рік : 1035 мм. Джерело: «Climate-Data.org» (англ.) |                   |                   |                   |                   |                   |                   |                   |                   |                   |                   |                   |

## Історія

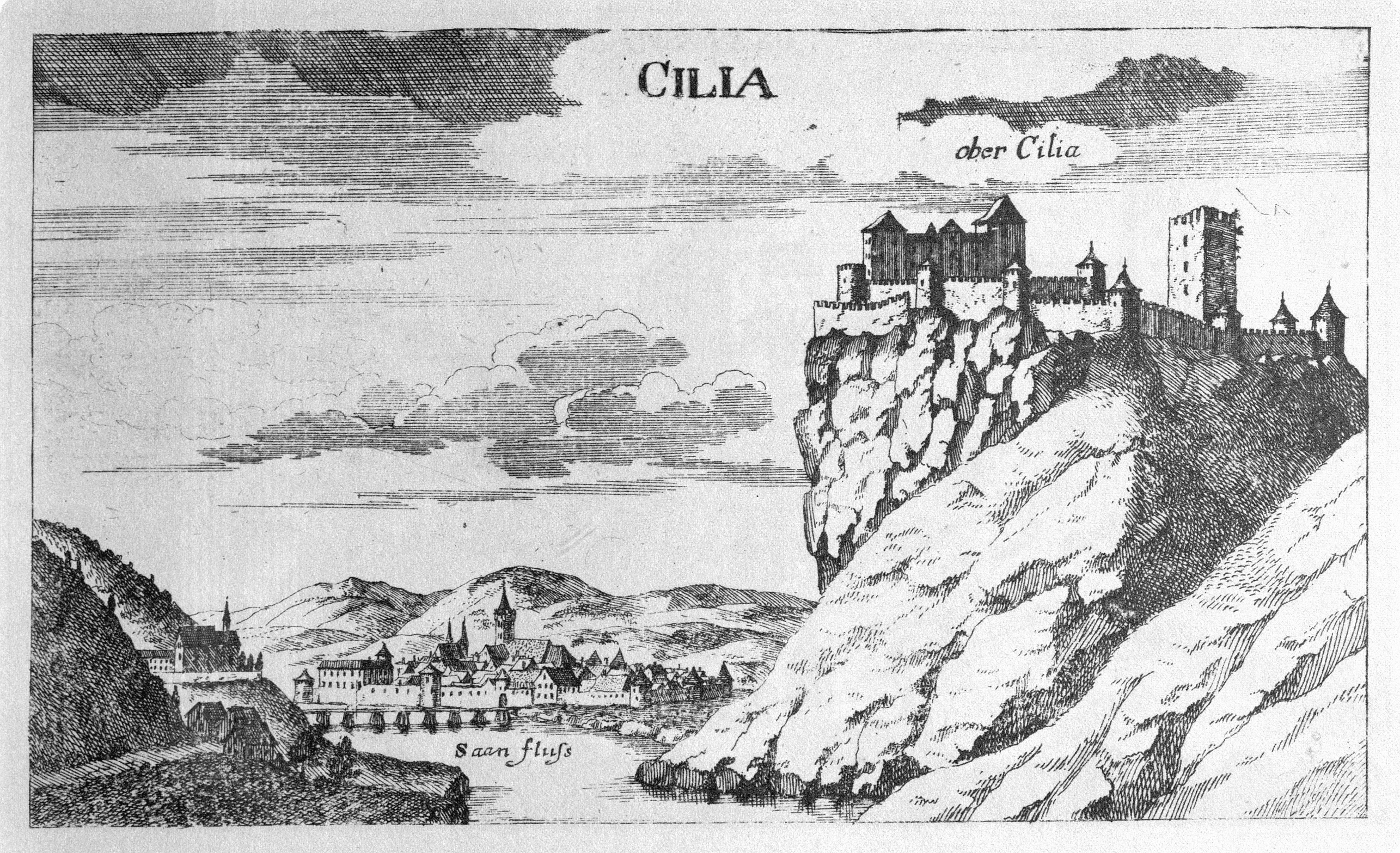
Cilli, Georg Matthäus Vischer, Topographia Ducatus Stiriae, Graz 1681

Перше поселення на території сучасного міста Целє з'явилося у часи Гальштатської культури. У кельтські часи та давньогрецьким історикам поселення було відоме як Келея (Kelea).
Після приєднання до Римської імперії, у 15 році до нашої ери, поселення було відома як Civitas Celeia. У римські часи місто було багатим та густонаселеним, з укріпленим стінами та вежами, палацами, широкими площами та вулицями. У ті часи місто ще називали називалася Troia secunda, або маленька Троя. Селея була процвітаючою римською колонією.
У 5-6 століттях місто було зруйноване слов'янськими племенами в період Великого переселення народів, але було відбудоване у ранньому середньовіччі.
Місто увійшло в історію як центр графства Целє (XIV—XV ст.), яке було єдиною  незалежною державою на етнічних словенських землях в період пізнього середньовіччя.

## Символи

Герб графа Ульріха ІІ

Герб Целє базується на гербі графів Целє. Цей герб був обраний національним гербом після Першої Світової війни у 1918 році, коли Словенія об'єдналася з Сербією та Хорватією у Королівство сербів, хорватів і словенців (пізніше Югославія). Частина цього герба інтегрована до сучасного державного герба Словенії у 1991 році.

## Цікаві факти
- У стінах стародавнього замку можна провести весільну церемонію.[9]

## Уродженці
- Облак Ватрослав — словенський славіст.
- Беньямін Вербич — словенський футболіст, відомий виступами за київське Динамо.
- Кен Ограєншек — словенський хокеїст.
- Франц Пунцер — словенський біолог і письменник.
- Симон Рожман — словенський футболіст, згодом — футбольний тренер.
- Юре Травнер — словенський футболіст.

## Див. також

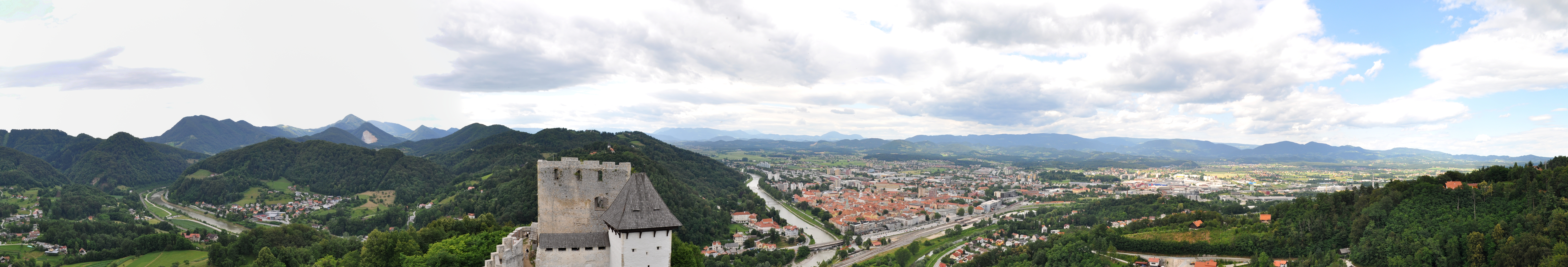